# السیمیا (الخلیل)
السیمیا (الخلیل) (به لاتین: As Simiya) یک روستای فلسطینی از توابع شهر دورا در استان الخلیل است که در غرب شهر الخلیل و در فاصله ۱۴ کیلومتری آن واقع شده است.

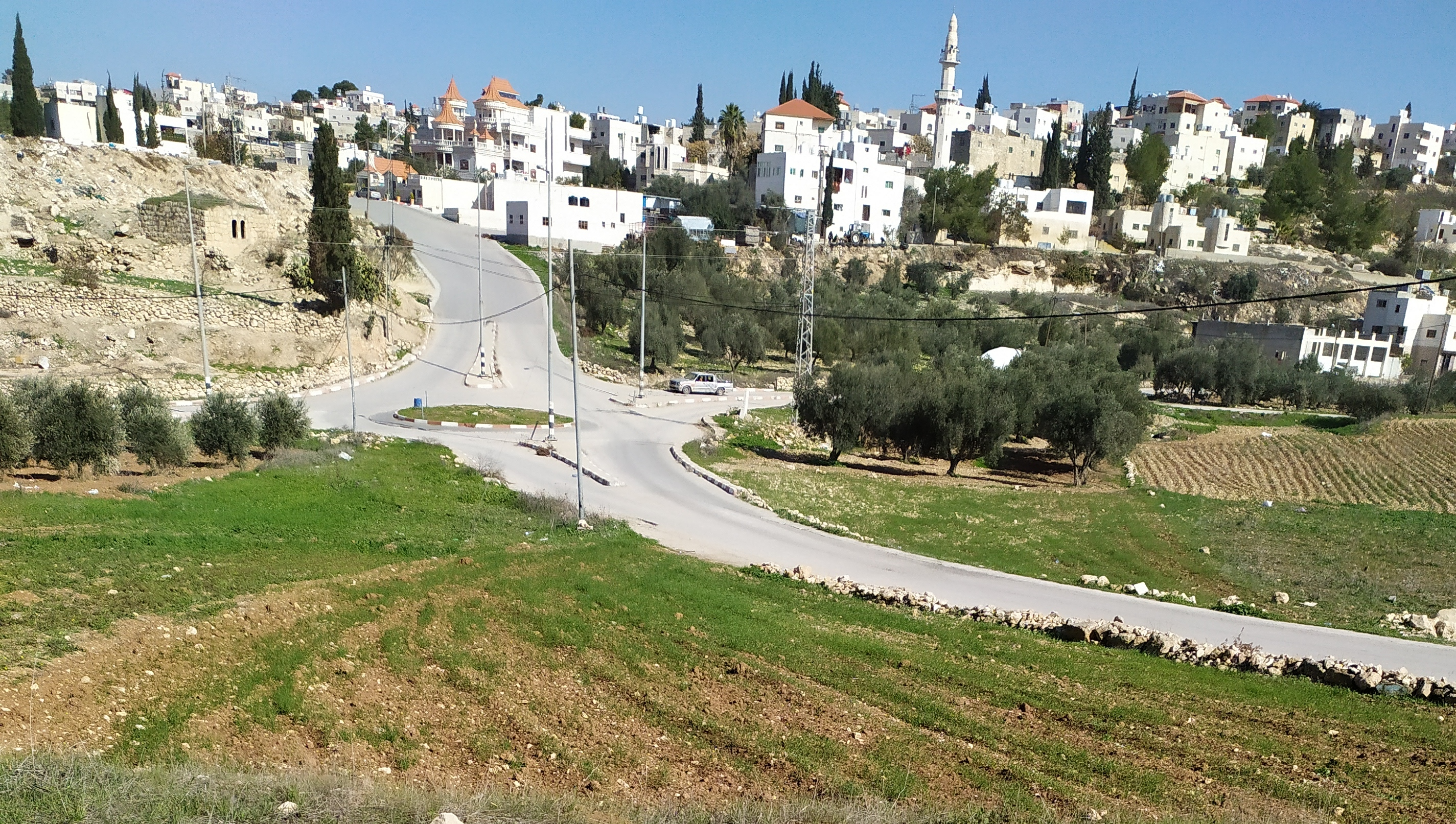
السیمیا

ارتفاع روستای سیمیا از سطح دریا ۴۶۰ متر است.
سیمیا و دیر سامت دارای شورای مشترک روستایی به نام «شورای دیر سامت و سیمیا» هستند
بر اساس سرشماری سال ۱۹۹۷ میلادی، جمعیت روستای سیمیاء ۱۲۲۵ نفر بوده است.
ویکی‌انبار
ویکی‌پدیای انگلیسی